# Stade IGA
Lo Stade IGA (IGA Stadium in inglese) è il principale campo da tennis del Canadian Open a Montréal, e ad anni alterni ospita le manifestazioni maschili e femminili della competizione.

## Caratteristiche
Costruito nel 1993 e inaugurato nel il 7 agosto 1995, può ospitare 11.700 persone. La superficie del campo è in DecoTurf.

## Altri progetti

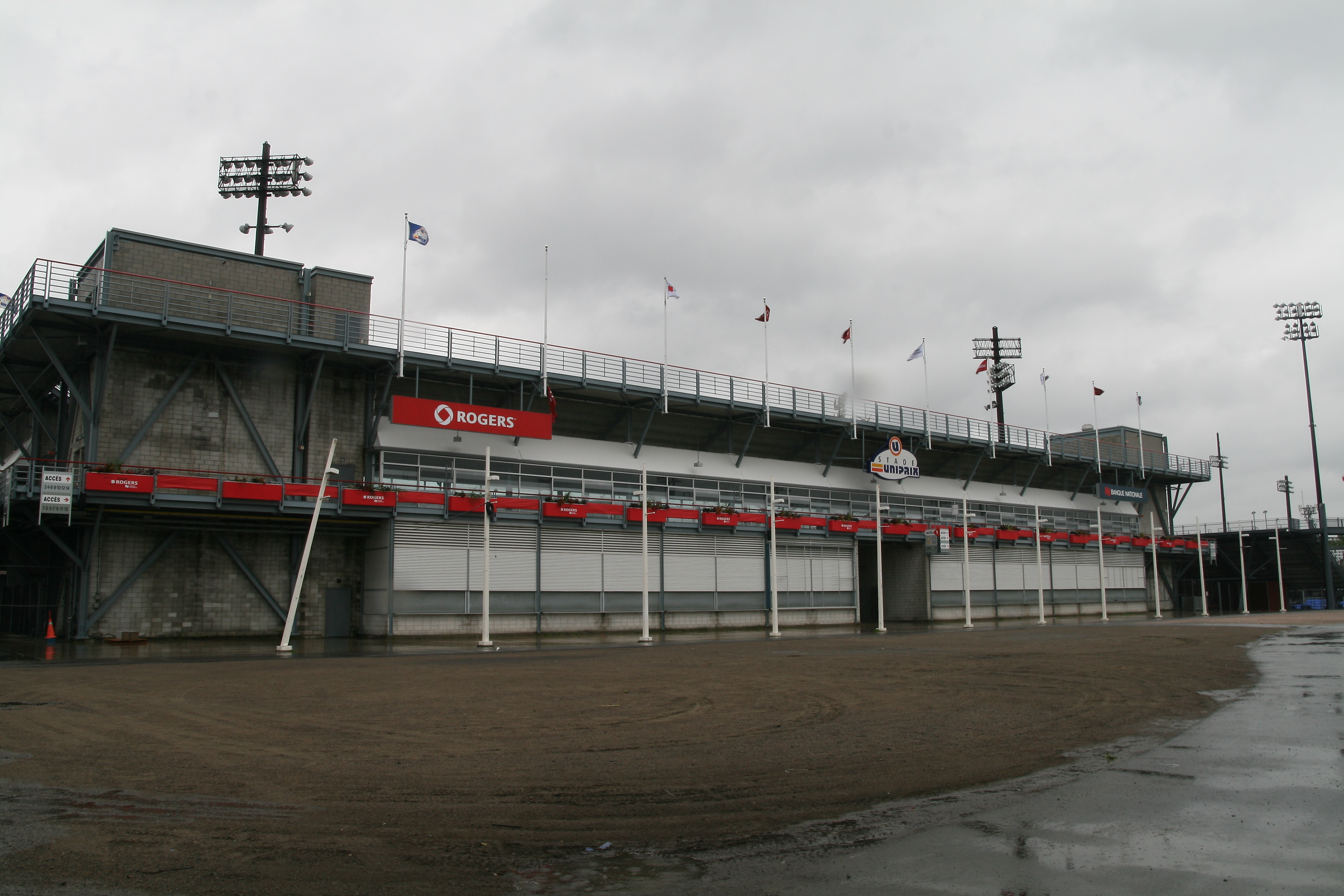
L'esterno dello stadio